# 馬雷特冰川
66°26′S 137°44′E / 66.433°S 137.733°E
馬雷特冰川（英語：Marret Glacier），是南極洲的冰川，位於阿黛利地，終點在羅伯特角以東，長7公里、寬7公里，根據美國海軍拍攝的空中照片繪入地圖，現時由南極條約體系管理。